# Jacob Ramsler
Jacob Ramsler (* 1587 in Tübingen; † 1635 ebenda) war ein württembergischer Maler, der in Tübingen wohnhaft und tätig war. Er war ein Sohn des Malers Anton Ramsler.

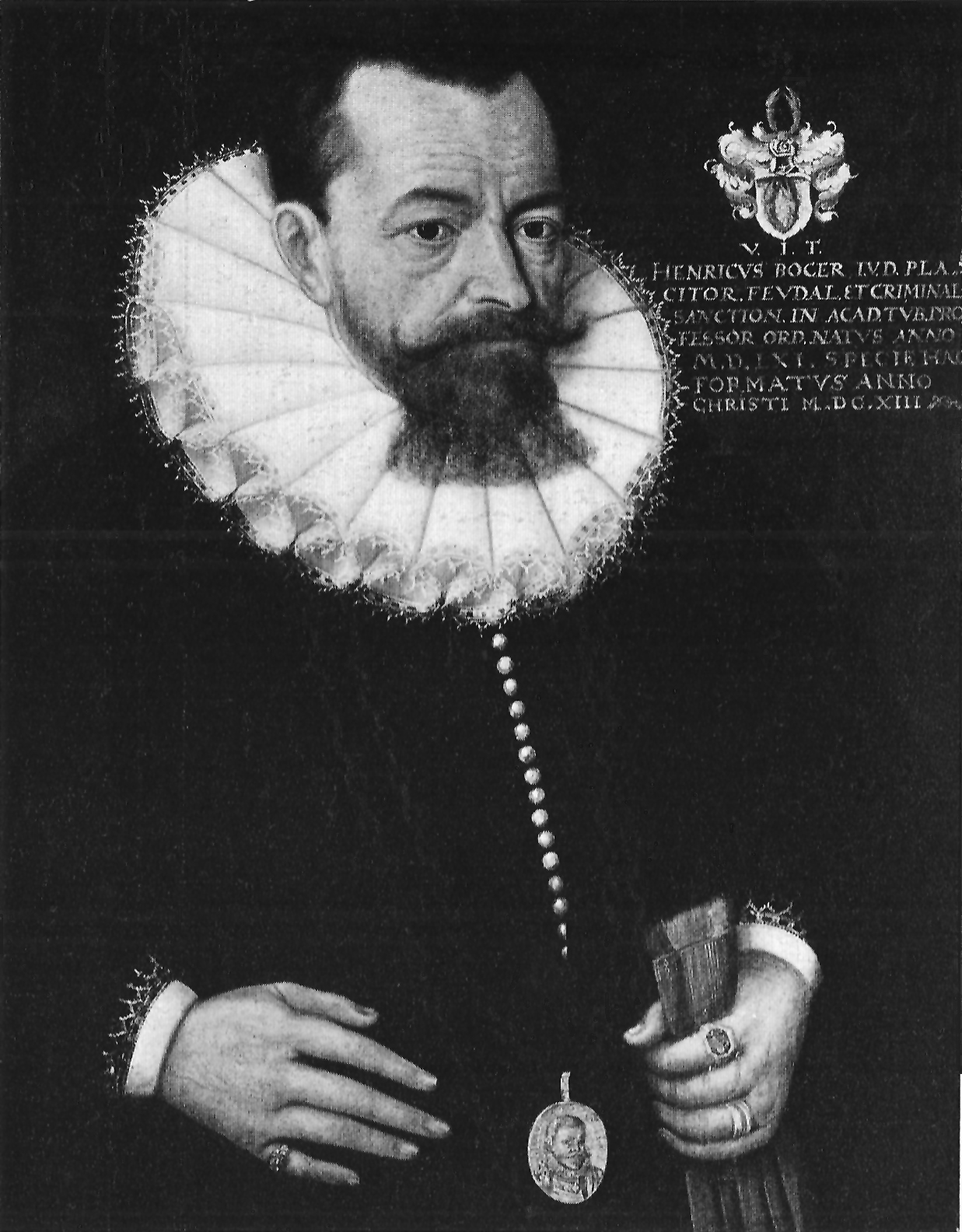
Prof. Heinrich Bocer, (Ölbildnis, 1613, Tübinger Professorengalerie)

## Leben
Jacob Ramsler war ein Sohn des Tübinger Malers Anton Ramsler und dessen Frau Sibilla geb. Brentel. Von dem Vater hatte er das Malerhandwerk erlernt und wurde 1603 als Bürger der Stadt Tübingen und Maler eingetragen. 1611 heiratete er Maria Schickhardt geb. Möst, die Witwe des 1610 an Pest jung verstorbenen Malers Apelles Schickhardt. Im gleichen Jahr bewarb er sich um das „akademische Bürgerrecht“ in Tübingen. Der Antrag wurde zwar abgelehnt, aber Ramsler ist doch weiter in Tübingen geblieben.

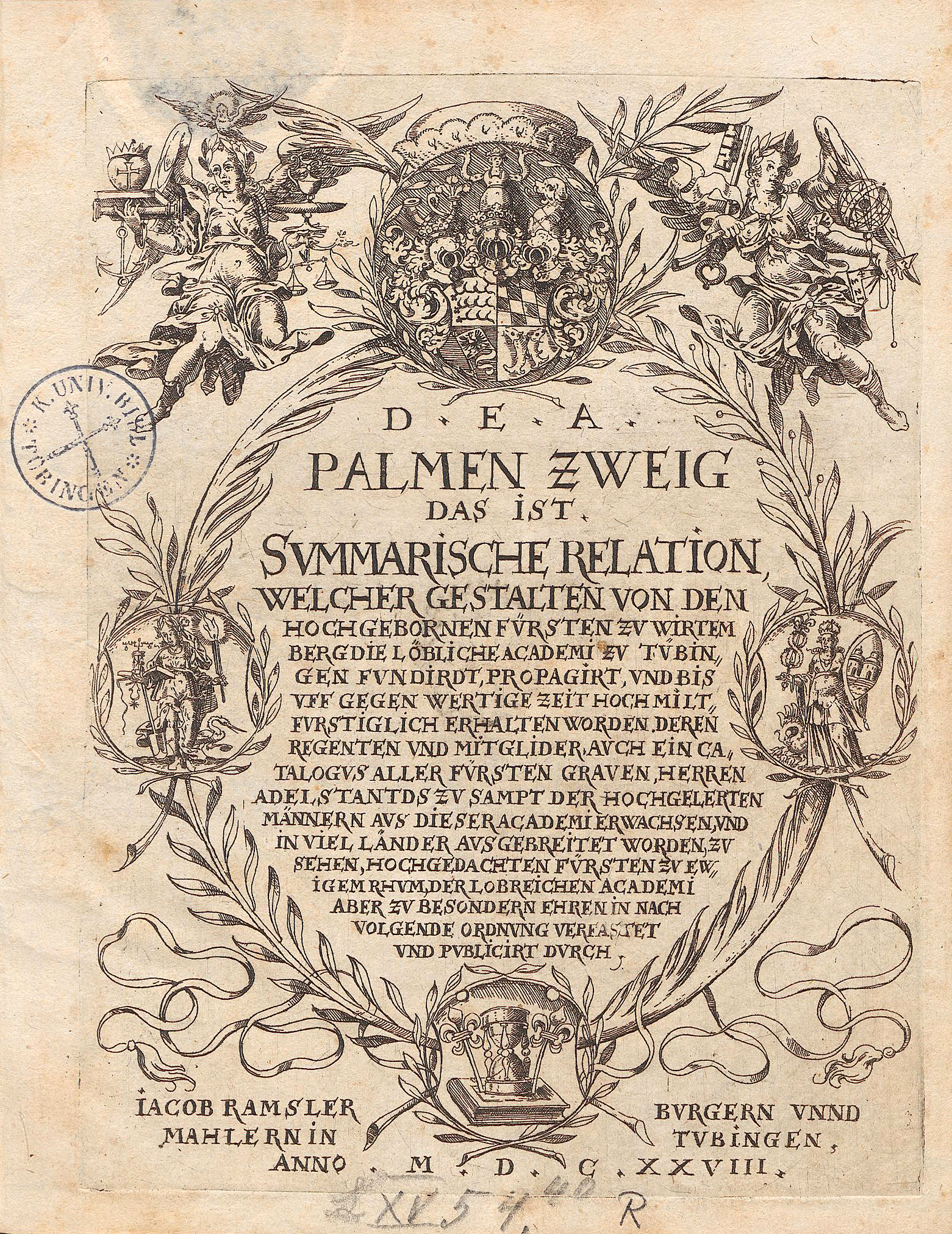
Titelseite des Palmen-Zweiges (1628)

1613 gelang es ihm wohl, einen Auftrag für ein Bildnis des Juraprofessors Heinrich Bocer zu bekommen. Es war aber eine vereinzelte Angelegenheit. Ramsler war gezwungen, künstlerisch unbedeutende Malerarbeiten auszuführen, wovon es auch nur sehr spärliche Angaben gibt. Man weiß z. B., dass er 1619/20 einen Hirschkopf für die Tübinger Kellerei anstrich und 1628 eine Allegorie auf Herzog Johann Friedrich radierte. Obwohl er das akademische Bürgerrecht nicht besaß, genoss Ramsler offenbar Ansehen in Tübingen. Dies lässt sich z. B. daran ablesen, dass er 1625 – zusammen mit Georg Baur – beauftragt wurde, durch ein Gutachten festzustellen, ob der Hafner und Bildhauer Abraham Burckhardt II. entsprechende Berufsqualifikation für die Niederlassung in Tübingen besaß. Dieses Ansehen ermöglichte ihm außerdem, sich in gewisser Weise mit der Geschichte der Universität und des Collegiums Illustre zu befassen. Die Frucht davon waren zwei Wappensammlungen: Blumen des Fürstlichen Colegii (1627) und Palmen-Zweig (1628), die er zusammenstellte, radierte und verlegte. Diese künstlerisch eher unbedeutenden aber informativen Bändchen bringen mit Daten versehenen Listen der Professoren und adligen Studenten mit deren Wappen von der Gründung der Schulen an und waren damals mit Sicherheit gern gekaufte Handbücher.

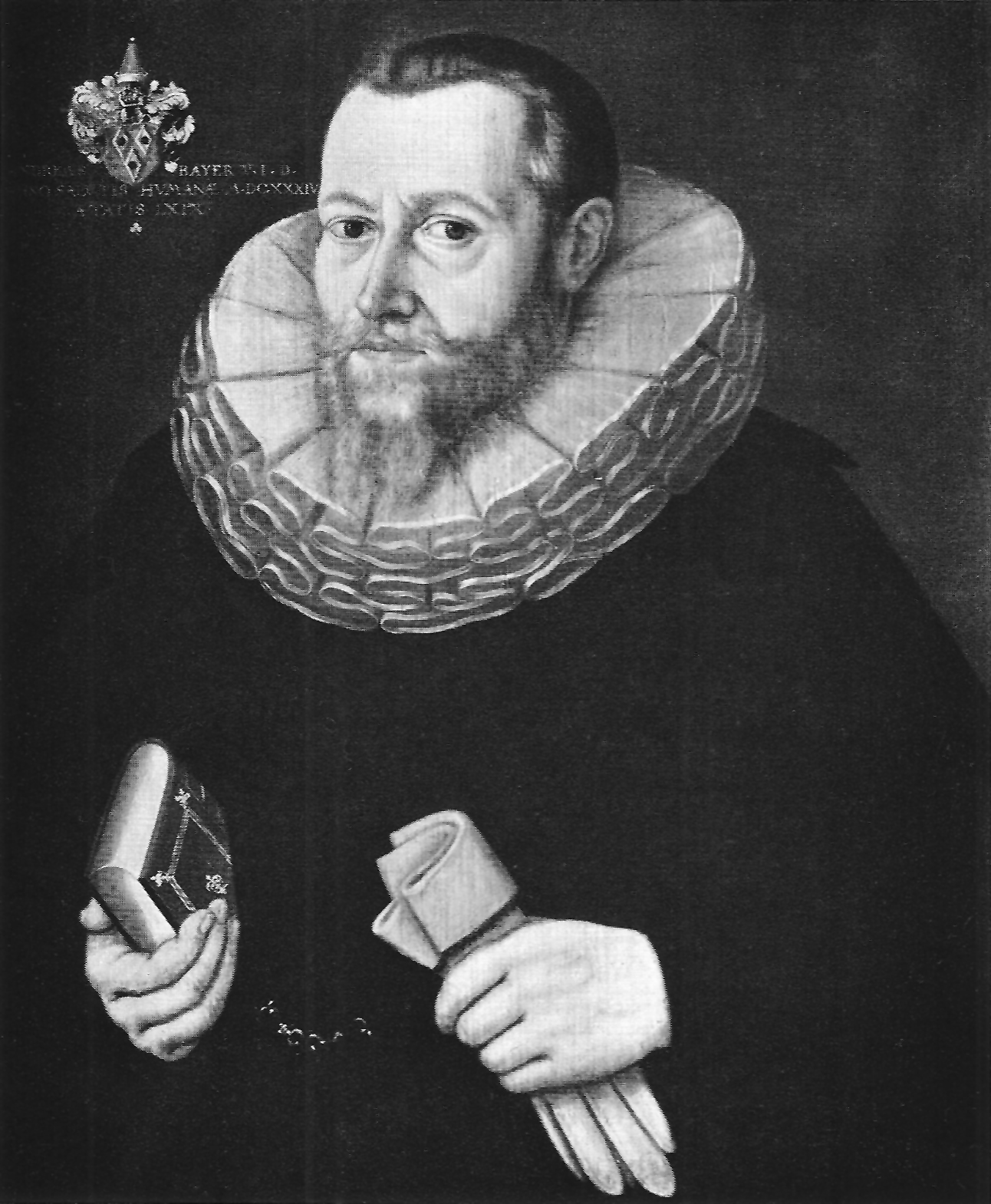
Prof. Andreas Bayer, (Ölbildnis, 1634, Tübinger Professorengalerie)

Erst nachdem Ramsler 1634 endlich das „akademische Bürgerrecht“ erlangt hatte, konnte sich seine Beschäftigung ändern: er malte wieder mal ein Professorenbildnis: des Juraprofessors Andreas Bayer. Doch schon im nächsten Jahr starb er, 48-jährig, an der Pest, die als Folge der verlorenen Schlacht von Nördlingen während des Dreißigjährigen Krieges nach Tübingen verschleppt wurde und das Leben der meisten Stadtbewohner auslöschte.
Es sind zahlreiche Tübinger Stammbücher mit den Wappenmalereien im Charakter von Georg Brentel und Anton Ramsler erhalten, aus der Zeit nach Anton Ramslers Tod (1607), die offenbar Jacob Ramsler zuzuschreiben sind.
Die Ramsler zugeschriebenen Porträts zeichnen sich durch eine altertümlich wirkende Härte und Freude an sachlicher Genauigkeit aus.

## Söhne
Auch ein Sohn Jacob Ramslers, Friedrich Ramsler II. (* 1616), wurde Maler. Bereits seit 1624/25 machte er eine mehrjährige Lehre bei dem Stuttgarter Hofmaler Georg Donauer (bis 1629/30).
Jacob Ramslers erster, gleichnamiger Sohn Jacob Ramsler II. (* wohl 1612; † 1692 (oder 1693)) entschied sich für das Silberschmiedhandwerk. Nach der Lehre von 1636 bis 1640 wurde er spätestens 1679 Silberschmiedmeister in Tübingen.

## Erhaltene Arbeiten
- 1613 Heinrich Bocer, (Öl auf Holz, Tübinger Professorengalerie)
- 1634 Andreas Bayer, (Öl auf Holz, Tübinger Professorengalerie)

## Veröffentlichungen
- Blumen des fürstlichen Collegii zu Tübingen, das ist kurze Verzeichnus, darin aller hohen und edlen Standts Personen, die in diesem Collegio gepflanzet, erwachsen, durch angeborne Wappen unterschieden … werden, Tübingen 1627
- Palmen Zweig, das ist Svmmarische Relation, welcher Gestalten von den hochgebornen Fürsten zu Wirtemberg die löbliche Academi zu Tübingen fundirdt, propagirt und bis uff gegen wertige Zeit hoch miltfürstiglich erhalten worden, deren Regenten und Mitglieder: auch ein Catalogus aller Fürsten, Graven, Herren, Adelstantds zu sampt der hochgelerten Männern aus dieser Academi erwachsen, und in viel Länder ausgebreitet worden, zu sehen, hochgedachten Fürsten zu ewigem Rhum, der lobreichen Academi aber zu besondern Ehren in nachvolgende Ordnung verfasset und publicirt durch Iacob Ramsler, Burgern unn Mahlern in Tübingen, Tübingen 1628